# Instytut kultury
Instytut kultury (biał. Інстытут культуры; ros. Институт культуры, Institut kultury) – stacja mińskiego metra położona na linii Moskiewskiej.
Otwarta została w dniu 6 czerwca 1984 roku. 
Wyjścia stacji prowadzą do Akademii Zarządzania przy Prezydencie Republiki Białorusi i do Białoruskiego Państwowego Uniwersytetu Kultury i Sztuki, a także na perony przystanku kolejowego o tej samej nazwie, z którego odjeżdżają pociągi w kierunku Orszy.